# Orangia
Orangia é um género de gastrópode  da família Charopidae.
Este género contém as seguintes espécies:
- Orangia cookei
- Orangia maituatensis
- Orangia sporadica